# Список синтоїстських божеств
Відповідно до синтоїстського віровчення існує близько «8 мільйонів камі». Ця цифра є символічною та означає безмежність. Навести всі японські божества у цьому списку неможливо, тому він містить лише головних синтоїстських богів-камі, а також богів інших релігій, які були включені до японського пантеону. Імена у списку розташовано за японською фонетичною абеткою кана.
Закінчення, які вказують на ранг божества:
命（…のみこと）、尊（…のみこと）、神（…かみ、…のかみ、しん、じん）、権現（ごんげん）、明神（みょうじん）などの神号の部分は基本的に省略する。
Зразок:
- ім'я（японське ієрогліфічне написання）（読み）：інше ім'я（довідка）

## Боги Синто

### А

#### А
- Аонума Нуосі Хіме но камі （青沼馬沼押比売神）
- Акару Хіме （阿加流比売）
- Акіґуі но Усіно （飽咋之宇斯能）
- Акіха Ґонґен (秋葉権現)：⇒ Сансякубо (三尺坊さんしゃくぼう）
- Акі Хіме но камі （秋比売神）
- Акіяма но Сітабі Отоко （秋山之下氷壮夫）
- Акуто Хіме （阿久斗比売）
- Адзаміцу Хіме но мікото （阿邪美都比売命）
- Адзамі но Ірі Хіме но мікото （阿邪美能伊理比売命）
- Асікаґамі Ваке но Міко （足鏡別王）
- Асіґара но Сакамото но камі （足柄之坂本神）
- Адзісукі Така Хіко но камі (味耜高彦根神/阿遅鉏高日子根神
- Асінадака но камі （葦那陀迦神）
- Асінадзуті но мікото (足名稚命/脚摩乳命(
- Асіхара но Сікоо но камі (葦原色許男神)：⇒Окунінусі но мікото (大国主命)
- Асуха но камі (阿須波神)
- Адзумі но Охама (阿曇大浜)
- Ата Хіме (吾田媛)
- Ахіра Хіме но мікото (阿比良比売命) / Ахірацу Хіме (吾平津媛)
- Атаґо Ґонґен (愛宕権現)
- Анекура Хіме (姉倉比売)
- Ацуда Окамі (熱田大神)：⇒ Кусанаґі но цуруґі (草薙剣)
- Анато но камі (穴戸神)

##### Ама, Аме
- Амацу Куні Тама но камі (天津国玉神)
- Амацу Куме но мікото (天津久米命)
- Амацу Хіконе но мікото (天津彦根命/天津日子根命)
- Амацу Хіко Хіконаґі Сатаке Уґаяфукі Аедзу но мікото (天津日高日子波限建鵜葺草葺不合命)：⇒ Уґаяфукі Аедзу но мікото (鵜葺草葺不合命)
- Амацу Хіко Хікохо но Нініґі но мікото (天津日高日子番能迩迩芸命)：⇒ Нініґі но мікото (邇邇芸命)
- Амацу Хіко Хікохо Ходемі но мікото (天津日高日子穂穂手見命)：⇒ Хоорі но мікото (火遠理命)
- Амацу Мара (天津麻羅)
- Амацу Мікабосі (天津甕星)
- Аматеру Мітама но камі (天照御魂神)：⇒ Аматеру Кунітеру Хіко Хоакарі но мікото (天照国照日子火明命), Аматерасу Омікамі (天照大御神), Ніґіхаяхі но мікото (饒速日命)… та інші версії
- Аматерасу Омікамі (天照大御神) — богиня сонця, донька богів Ідзанаґі та Ідзанамі.
- Аматеру Кунітеру Хіко Аме но Хоакарі Кусітама Ніґіхаяхі но мікото (天照国照彦天火明櫛玉饒速日命)：⇒ Ніґіхаяхі но мікото (饒速日命)
- Амасіру Камідзу Хіме но камі (天知迦流美豆比売神)
- Амаіватоваке но камі (天石門別神, 天石戸別神)
- Аме но Шкутама но мікото (天活玉命)
- Аме но Удзуме но мікото (天宇受売命)
- Аме но Увахару (天表春)
- Аме но Осіо (天之忍男)
- Аме но Осікороваке (天之忍許呂別)
- Аме но Тарасіхіко но мікото (天押帯日子命)
- Аме но Осіхі (天忍日命)
- Аме но Осіхомімі но мікото (天之忍穂耳命)
- Аме но Охабарі но камі (天之尾羽張, 天之尾羽張神)
- Аме но Каку но камі (天迦久神)
- Аме но Каґуяма но мікото (天香山命)
- Аме но Кухідзамоті но камі (天之久比奢母智神)
- Аме но Курато но камі (天之闇戸神)
- Аме но Кояне но мікото (天児屋根命)
- Аме но Саґірі (天之狭霧神)
- Аме но Саґуме (天探女)
- Аме но Садзуті но камі (天之狭土神)
- Аме но Садейорі Хіме (天之狭手依比売)
- Аме но Тадзікарао (天手力男命)
- Ама но Танеко но мікото (天種子命)
- Аме но Цудохетіну но камі (天之都度閇知泥神)
- Аме но Токотаті но камі (天之常立神)
- Аме но Торіфуне но камі (天鳥船神)
- Аме но Хітоцуне (天一根)
- Аме Хітоцухасіра (天比登都柱)
- Аме но Хідері но мікото (天日照命)
- Аме но Хінадорі но мікото (天夷鳥命)
- Аме но Хібара Осінадомі но камі (天日腹大科度美神)
- Аме но Хібоко но мікото (天日槍命, 天之日矛)
- Аме но Хівасі но камі (天日鷲神)
- Аме но Фукіо но камі (天之吹男神)
- Аме но Футая (天両屋)
- Аме но Футодама но мікото (天太玉命):⇒ Футодама но мікото (布刀玉命)
- Аме но Фуюкіну но камі (天之冬衣神)
- Аме но Хоакарі но мікото (天火明命)
- Аме но Хохі но камі (天穂日神), Аме но Хохі но мікото (天之菩卑能命)
- Аме но Махітоцу но камі (天目一箇神)
- Аме но Мікаґе но камі (天之御影神)
- Аме но Міканусі но камі (天之甕主神)
- Аме но Вакахіко (天若日子,天稚彦)
- Амея но мікото 雨夜尊 — принц Ніннан (仁康親王)
- Аме но мікумарі но камі (天之水分神)
- Аме но Місора Тойоакіцу Неваке (天御虚空豊秋津根別)
- Аме но Мінака но Нусі но камі (天之御中主神)
- Аме но Яґокоро Омоікане (天八意思兼):⇒ Омоікане но камі (思金神)
- Аякасіконе но камі (阿夜訶志古泥神, 綾惶根尊, 惶根尊)
- Аракатобе (荒河刀弁)
- Арахаґакі но камі (荒脛神)
- Авадзі но Хоносаваке Сіма (淡道之穂之狭別島)
- Авасіма Мьодзін (淡島明神)
- Аванаґі но камі (沫那芸神)
- Аванамі но камі (沫那美神)
- Анба но камі (阿波神)

#### І
- Іідзуна Ґонґен (飯綱権現)
- Ікона Хіме но мікото (伊古奈比め)
- Ідзанаґі но мікото (伊弉諾尊, 伊耶那岐命）
- Ідзанамі но мікото (伊弉冉尊, 伊耶那美命）
- Ісіґамі (石神)
- Ісікорідоме но мікото (石凝姥命)
- Ісіканто (石敢当)
- Ідзу Ґонґен (伊豆権現)
- Ідзу Сандзін (伊豆山神): ⇒ Хо но мусухі (火牟須比), Ідзанаґі но мікото (伊邪那伎), Ідзанамі но мікото (伊邪那美)
- Ісудзу Хіме но камі (五十鈴姫神)
- Ісуруґі Хіко (伊須流伎比古)
- Ісо Такеру но камі (五十猛神)
- Ідатен (韋駄天)
- Ітіґамі (市神)
- Ітікісіма Хіме но камі (市杵嶋姫神) ：⇒ Мунаката Сандзін
- Ітімокурен но камі (一目連神)
- Ідзу но ме (伊豆能売)
- Ідоґамі (井戸神)
- Інарі но камі (稲荷神)
- Інуґамі (犬神)
- Імоґамі (芋神)
- Ія но камі (葦夜神)
- Івака Муцукарі но мікото (磐鹿六雁命)
- Івацутібіко но камі (石土毘古神)
- Івасубіме но камі (石巣比売神)
- Іванаґа Хіме но мікото (磐長媛命)

#### У
- Укадзін (宇賀神)
- Ука но мітама но камі (宇迦之御魂神)
- Уґаяфукі Аедзу но мікото (鵜葺屋葺不合命) — правнук богині сонця, батько Імператора Дзімму.
- Укемоті но камі (保食神)
- Удзіхасі Хіме (宇治橋姫)
- Убакамі (姥神)
- Умасі Асікабі Хікодзі но камі (宇摩志阿斯訶備比古遅神)

#### Е
- Енаґамі (胞衣神)
- Ебісу (恵比寿, 夷)
- Енма Дай'о (閻魔, 閻魔大王)

#### О
- Обан но камі (黄幡神/王番神)
- Оумі но Сібануірікі (淡海之柴野入杵)
- Оаса Хіко но мікото (大麻比古命)
- Оґуті Маґамі (大口真神)
- Окунінусі но мікото (大国主命)
- Оґото Осіо но камі (大事忍男神)
- Оватацумі но камі (大綿津見神)
- Оґецу Хіме но камі (大気津姫神)
- Отосі но камі (大年神)
- Ото Хіваке но камі (大戸日別神)
- Онаобі но камі (大直毘神)
- Омаґацухі но камі (大禍津日神)
- Омононусі (大物主神)
- Ояцухіме но камі (大屋都比賣神)
- Оябіко но камі (大屋毘古神)
- Оямакуй но камі (大山咋神)
- Оямацумі но камі (大山祇神)
- Окамі но камі (淤加美神)
- Окуямацумі (奥山津見神)
- Осіра сама (おしら様)
- Отохіме (乙姫)
- Оні (鬼)
- Омоікане но камі (思金神)

### Ка

#### Ка
- Каґуцуті но камі (迦具土神)
- Кадзакецу ваке но Осіо но камв (風木津別之忍男神)
- Касуґа но камі (春日神)
- Катаку Рокусін (家宅六神)
- Каппа (河童)
- Канаяма Хіко но камі (金山彦神)
- Канаяма Хіме но камі (金山姫神)
- Камадо но камі (竃神)
- Камі Оіті Хіме но камі (神大市姫神)
- Камі Наобі но камі (直毘神, 神直毘神)
- Камі мусубі но камі (神皇産霊神)
- Камо Такецунумі но камі (賀茂建角身神)：⇒ Ята Ґарасу (八咫烏)
- Камо Тамайорі Хіме (賀茂玉依姫)
- Камо Омікамі (迦毛大御神)：⇒ Адзісукі Такахіконе но камі (阿遅鉏高日子根神)
- Камо Ваке Ікадзуті но камі (賀茂別雷神)
- Каянарумі (加夜奈留美・賀夜奈流美)
- Кая но Хіме но камі (鹿屋野比売神, 萱野姫神)
- Кавакамі (川神、河神、河伯)

#### Кі
- Кіномата но камі (木俣神)
- Кібіцу Хіко (吉備津彦)

#### Ку
- Куебіко (久延毘古)
- Кукуноті но камі (久久能智神)
- Кукурі Хіме но камі (菊理媛神)
- Кусі Івамадо но камі (櫛磐間戸神)
- Кусіиама но мікото (櫛玉命)：⇒ Ніґіхаяхі но мікото (饒速日命)
- Кусінада Хіме но камі (櫛名田姫神)
- Куні но Курато но камі (国之闇戸神)
- Куні но Саґірі но камі (国之狭霧神)
- Куні но сацуті но камі (国之狭土神) — один із трійці перших богів відповідно до «Анналів Японії»
- Куні но токотаті но камі (国之常立神) — один із трійці перших богів відповідно до «Анналів Японії»
- Куні но мікумарі (国之水分神)
- Кумано но камі (熊野神)
  - Кецуміко но камі (家都御子神)
  - Кумано Хаятаманоо но камі (熊野速玉男神)
  - Кумано Фусумі но камі (熊野牟須美神)
- Кумано Кусубі но мікото (熊野久須毘命)
- Кураокамі (闇淤加美神)
- Кураміцуха но камі (闇御津羽神)
- Кураяма Цумі но камі (闇山津見神)

#### Ко
- Ґодзу Тен'о (牛頭天王)：⇒ Сусаноо (素戔嗚尊)
- Кото Амацу но камі (別天つ神)
- Котосіро но камі (事代主, 事代主神)
- Конпіра Ґонґен (金刀比羅権現)
- Конохана Сакуя Хіме но камі (木花咲耶姫神)
- Кохана Тіру Хіме но камі (木花知流姫神)
- Кондзін (金神)

### Са

#### Са
- Сакута Хіко (辟田彦)
- Сакута Хіме (辟田姫)
- Сарута Хіко (猿田彦)
- Сахо Хіме (佐保姫)
- Санкісі (三貴子)
- Санпо Кодзін (三宝荒神)
- Самукава Даймьодзін (寒川大明神)
  - Самукава Хіко но мікото (寒川比古命)
  - Самукава Хіме но мікото (寒川比女命)
- Дзао Ґонґен (蔵王権現)
- Сансякубо (三尺坊)

#### Сі
- 塩土老翁（しおつちのおじ）
- シーサー
- 下照姫神（したてるひめ）
- 七福神（しちふくじん）
  - えびす（戎、夷、胡、恵比寿、恵比須、蛭子）
  - 寿老人（じゅろうじん）
  - 大黒天（だいこくてん）
  - 毘沙門天（びしゃもんてん）
  - 福禄寿（ふくろくじゅ）
  - 弁才天（弁財天）（べんざいてん）
  - 布袋（ほてい）
- 志那都比古神（しなつひこ）
- 級長戸辺命（しなとべ）：⇒志那都比古神
- 四面宮（しめんぐう）
- 白山比咩神（しらやまひめ）：⇒菊理媛神
- 神代七代（じんだいしちだい、かみよななよ）
  - 国之常立神（くにのとこたち）
  - 豊雲野神（とよぐもぬ）
  - 宇比邇神（ういじ）・須比智邇神（すいじ）
  - 角杙神（つぬぐい）・活杙神（いくぐい）
  - 意富斗能地神（おおとのぢ）・大斗乃弁神（おおとのべ）
  - 淤母陀琉神（おもだる）・阿夜訶志古泥神（あやかしこね）
  - 伊邪那美命（いさざみ）・伊耶那岐命（いざなぎ）

#### Су
- Сукуна Хікона но камі (少彦名神)
- Сусаноо но мікото (須佐之男命)
- Сусерібіме но мікото (須勢理毘売命)
- Три боги Сумійосі (住吉三神)

#### Се
Сеоріцу Хіме но мікото (瀬織津姫命)

#### Со
- Дзока сансін (造化三神) — три боги сотворителі всесвіту, людей і богів

### た行
- 田の神（た）
- 大金神（だいこんじん）
- 高淤加美神、高龗神（たかおかみ）
- 高皇産霊神（たかみむすび）
- 高照姫神（たかてるひめ）
- 多岐津姫命（たきつひめのみこと）
- 健磐龍命（たけいわのたつのみこと）
- 建葉槌命（たけはづちのみこと）
- 建御雷之男神 （たけみかづちのお）
- 建御名方神 （たけみなかた）
- 竜田姫 （たつたひめ）
- 手力男命 （たぢからおのみこと）
- 田道間守（たぢまもり）
- 玉祖命（たまのおや）
- Тамайорі хіме но мікото (玉依姫尊) — донька бога моря, матір Імператора Дзімму.
- 岐の神 （ちまた）
- 月読命（月読尊、月弓尊、月夜見尊）（つきよみ、つくよみ）
- 付喪神（九十九神）（つくもがみ）
- 都麻津比賣神（つまつひめ）
- 手名稚命（手摩乳命）（てなづち）
- 天狗（てんぐ）
- 天道（てんとう）
- 天白神（てんぱく）
- 道祖神（どうそじん）
- 年神（歳神、大年神、大歳神、正月様、恵方様、歳徳神）（とし）
- 歳徳神（としとく）
- 豊受比売（とようけひめ）
- Тойо кумоно но камі (豊雲野神) — один із трійці перших богів відповідно до «Анналів Японії»
- 豊玉姫神（とよたまひめ）

### На
- Най но камі (ないの神) — бог землетрусів
- Накісаваме но камі (泣澤女神)
- Нунакава Хіме но мікото (奴奈川姫命)
- Ніґіхаяхі но мікото (饒速日命)
- Нініґі но мікото (邇邇芸命)

### Ха
- Хатіман но камі (八幡神), Явата но камі
- Хараедо но оокамі (祓戸大神)
- Хісацу хіме (比佐津媛)
- Хітокотонусі но камі (一言主神)
- Хі но каґу цуті но камі (火之迦具土神), Каґу цуті но камі (迦具土神)
- Хіме кондзін (姫金神)
- Хіме дайдзін (比売大神)
- Бірікен
- Хіруко но камі (蛭子神)
- Фуцунусі но камі (経津主神)
- Футодама но мікото (布刀玉命, 太玉命)
- Фунадама (船霊)
- Хоорі но мікото (火遠理命)
- Хосусері но мікото (火須勢理命)
- Ходері но мікото (火照命)
- Хомусубі (火牟須比):⇒ Каґу цуті но камі (迦具土神)

### Ма
- Місіма но камі (三島神)
- Місякудзі сама (みしゃぐじ様)
- Мідзокуй Хіме но камі (溝咋姫神)
- Мітімата но камі (道俣神, 岐の神)
- Мідзуваноме но камі (罔象女神)
- Мітосі но камі (御年神)
- Мунаката сандзін (宗像三神)
  - Таґорі Хіме но камі (田心姫神)
  - Таґіцу Хіме но камі (湍津姫神)
  - Ітікісіма Хіме но камі (市杵嶋姫神)
- Меґурі Кондзін (巡金神)

### Я
- Ятаґарасу (八咫烏) — трилапий ворон, вісник богів.
- Ясома ґа Цухі но камі (禍津日神|八十禍津日神)
- Ямато Окунітама но камі (倭大国魂神)
- Яма но камі (山の神)

### Ва
- Вака Хіруме но мікото (稚日女尊)
- Ваку Мусубі но мікото (稚産霊)

### Обожествлені особи

#### А
- 安倍晴明
- імператор Антоку(水天宮)
- імператор Одзін(八幡神)
- 小野道風
- 小野篁
- 柿本人麻呂
- імператор Камму
- 北畠親房
- 北畠顕家
- Кусонокі Масасіґе（大楠公）
- 楠木正行（小楠公）
- 坂上田村麻呂
- 高望王
- 佐伯鞍職
- 早良親王(祟道天皇)
- Дзінґу（Сумійосі но камі (住吉神), Хатіман но камі)
- імператор Дзімму
- 崇徳天皇（金刀比羅権現）
- 天満天神（天満神、天神、菅原道真）
- 仙台四郎
- 大正天皇
- Тайра Масакадо
- 橘周太
- Тоґо Хейхатіро
- Тосьо дайґонґен（東照大権現）— Токуґава Ієясу
- Тойокуні даймьодзін — Тойотомі Хідейосі
- 乃木希典
- 平田篤胤
- 広瀬武夫
- 藤原秀郷
- 間宮林蔵
- Ґендзі Йорііе
- Ґендзі Йоріміцу
- імператор Мейдзі
- Ямато Такеру
- Ямато хіме
- Загиблі у війнах 19-20 століть вояки (英霊, «духи героїв») — близько 2,46 мільйонів осіб

#### С
- Сімадзу Йосіхіро (1535–1619) — самурай, герой Корейської війни 1592–1598 років.
- Суґавара но Мітідзане (845–903) — аристократ, покровитель наук і каліграфії.

## Богирюкюсців
- Тентей (天帝)
- Амаміку (阿摩美久), Амамікійо, Сінерікійо, Аамантю
- Ааман
- Кінмамон
- Міруку (弥勒)

## Боги камуіайнів
- Котанк ара камуі
- Котан коро камуі (Камуі тікабу)
- Фурі
- Пайока камуі
- Абефуті камуі (бог вогню)
- Кімун камуі (бог гір; як правило — ведмідь）
- Ребун камуі (бог моря; як правило — кит-косатка）
- Окікурумі (Окікірімуі)

## Інші божества
- 教派神道系
  - 天理王命（てんりおう）＝親神（おやがみ）- 天理教
  - 天地金乃神（てんちかねのかみ）- 金光教
  - 艮の金神（うしとらのこんじん）- 大本教

- 大光明主神（みろくおおみかみ）- 世界救世教系諸教団の多く
- 御親元主真光大御神（みおやもとすまひかりおおみかみ）- 真光系諸教団の大部分

- ミカエル大王 — 千乃正法
- 又吉イエス（またよしいえす）- 世界経済共同体党